# 吉富駅 (福岡県)
吉富駅（よしとみえき）は、福岡県築上郡吉富町大字広津にある、九州旅客鉄道（JR九州）日豊本線の駅である。吉富町の中心駅。福岡県の鉄道駅では最も東にある。

## 歴史
京都府（山陰本線）に同名の駅が存在するため、駅名を「豊前吉富駅」にする案もあった。1989年（平成元年）3月11日のダイヤ改正で開業を見込んでいたが、町議会での反対に遭い頓挫。結局開業は1995年（平成7年）になった。当駅開業以前の吉富町の最寄駅は、豊前市にある三毛門駅または大分県中津市にある中津駅だった。
ホーム建設費は地元出身の女性が、駅舎は製薬会社が寄付した。

### 年表
- 1995年（平成7年）4月20日：開業[2]。
- 2009年（平成21年）3月1日：ICカードSUGOCAの利用を開始[5]。
- 2014年（平成26年）7月：無人化[6]。

## 駅構造
築堤上に8両編成が停車可能な有効長165 mの相対式ホーム2面2線を有する地上駅。ホーム全体がカーブしている。開業当初からの半円状の形態を有する駅舎がある。駅舎は吉富町の施設「ふるさとセンター」と合築である。
かつてはJR九州鉄道営業が駅業務を行う業務委託駅であったが、2014年7月より無人駅となった。SUGOCAの利用が可能であるが、カード販売は行わずチャージのみ取扱を行う。自動券売機設置（オレンジカード使用不可）。

### のりば
| のりば | 路線      | 方向 | 行先             |
| ------ | --------- | ---- | ---------------- |
| 1      | ■日豊本線 | 下り | 中津・柳ケ浦方面 |
| 2      | ■日豊本線 | 上り | 行橋・小倉方面   |

## 利用状況
2023年（令和5年）度の1日平均乗車人員は292人であり、JR九州の駅としては第296位である。
近年の1日平均乗車人員は下表の通り。
| 年度               | 1日平均 乗車人員 |
| ------------------ | ---------------- |
| 2016年（平成28年） | 343              |
| 2017年（平成29年） | 358              |
| 2018年（平成30年） | 352              |
| 2019年（令和元年） | 355              |
| 2020年（令和02年） | 257              |
| 2021年（令和03年） | 268              |
| 2022年（令和04年） | 287              |
| 2023年（令和05年） | 292              |

## 駅周辺
周辺は吉富町の中心部。住宅地の中にある。
- 吉富町役場
- 吉富町立吉富小学校
- 吉富郵便局
- 山国川[1]
- 田辺三菱製薬株式会社（旧：吉富製薬）吉富製薬研究所

### バス路線
以下の2路線が発着する。停留所は2路線とも同一箇所に設置されている。
- 吉富町巡回バス - 「JR吉富駅」停留所
  - 北回り・南回り
- 中津市コミュニティバス豊前・中津線 - 「吉富駅前」停留所
  - 東本町（中津駅北口）・中津市民病院方面
  - 三毛門郵便局前・八屋・豊前市役所

築上東部乗合タクシーは当駅には発着しない。当駅の最寄りとなる停留所は「吉富町役場前」である。

## 隣の駅
九州旅客鉄道（JR九州）
■日豊本線
■快速
通過
■普通
三毛門駅 - 吉富駅 - 中津駅